# Los cuervos están de luto (película)
Los cuervos están de luto es una película de misterio y fantasía mexicana de 1965, dirigida por Francisco del Villar y protagonizada por Silvia Pinal, Lilia Prado y Kitty de Hoyos. Esta película está basada en la obra teatral homónima de Hugo Argüelles, a su vez inspirada en el cuento "El duelo" del autor mazatleco, Ramón Rubín.

## Argumento
Don Lacho (José Luis Jiménez), un anciano rico pero avaro, está a punto de morir. Sus tres hijos, pero sobre todo su nuera, Piedad (Silvia Pinal), están esperando ansiosamente su muerte para recibir la herencia. Y es que el viejo avaro, a pesar de su fortuna, los tiene viviendo en condiciones miserables, obligándolos a trabajar arduamente. Pero el viejo se resiste a morir.
En sus alucinaciones, el anciano ve el fantasma de su esposa muerta (Kitty de Hoyos), quien revela que uno de sus tres hijos no es suyo. El hombre hace gala de su avaricia y llama a todos, diciéndoles que el hijo ilegítimo será desheredado. Pero decide jugar psicológicamente con ellos, y les dice que esta información se revelará una vez que él muera.
Las cosas se complican con la llegada de su tercer hijo con su esposa Mariana (Lilia Prado). Las rencillas y la tensión familiar inician por la herencia y descubrir quién quedará fuera del testamento. El único de los hijos que parece mostrar honestidad y afecto sincero a su padre, es el menor, Enrique.
El hombre parece morir, pero en realidad son "falsas alarmas". La familia tiene listo todo para celebrar el funeral, e incluso, cuando se les anuncia que la muerte sobrevendrá en cualquier instante, los hijos deciden apresurar las cosas al grado de avisar a los vecinos que el padre ya ha muerto y estos aparecen en la casa para dar el pésame y rezar, hasta que descubren que el padre vive y deciden retirarse indignados, aunque después de aceptar la invitación a comer.
Cuando el viejo finalmente muere, sus nueras buscan desesperadamente y sin el menor respeto el testamento y alguna información sobre el hijo ilegítimo. En un momento, Enrique propone a sus hermanos arrojar el testamento al fuego, expresando asco por la avaricia y mezquindad de sus familiares, y señalando que él rechaza la herencia. Sin embargo, se da pie a pensar que en realidad es Enrique el hijo ilegítimo y que ese acto ha sido una exitosa argucia para sacar provecho al quedarse, de manera inmediata, con el dinero de la herencia disponible en ese momento y dejar que sus hermanos peleen, a más largo plazo, por las tierras de la herencia.

## Reparto
- Silvia Pinal ... Piedad
- Lilia Prado ... Mariana
- Kitty de Hoyos ... Fantasma de la esposa
- José Luis Jiménez ... Don Lacho
- Narciso Busquets ... Mateo
- José Gálvez ... Gelasio
- Enrique Álvarez Félix ... Enrique

## Comentarios
El escritor, dramaturgo y director mexicano Hugo Argüelles (1932-2003) pertenece a la generación de creadores que abrieron el camino en México hacia la modernidad en las expresiones artísticas, a través de un teatro de crítica social con un corrosivo humor negro. Cuando Ramón Rubín descubrió que la trama de la obra teatral era similar a su cuento, interpuso una demanda por plagio y ganó el pleito.
De Los cuervos..., Rodolfo Usigli dijo: «El humor negro estaba ahí, nos pertenecía a todos; pero con Los cuervos están de luto, Hugo Argüelles lo esencializó para dar al drama mexicano un rotundo perfil de identidad». (Cinearte)